# Jędrzej Gałka z Dobczyna
Jędrzej Gałka z Dobczyna (asi 1400 – po roce 1451) byl polský kněz, filozof, spisovatel, profesor a děkan Fakulty svobodných umění Krakovské univerzity. Jeden z mála představitelů viklefismu a sympatizantů českého husitství v Polsku.

## Život
Pravděpodobně pocházel z menší velkopolské šlechty, narodil se zřejmě Dobczynu. V roce 1420 nastoupil na artistickou fakultu (svobodných umění) na univerzitě v Krakově. O dva roky později získal titul bakaláře, v roce 1425 se stal mistrem. Na fakultě od roku 1429 přednášel, v letech 1436–1441 byl dvakrát děkanem. K jeho žákům patřil například Grzegorz ze Sanoka. V roce 1439 se stal kanovníkem v kostele sv. Floriána v Kleparzu (dnes čtvrť Krakova).
Gałka byl ovlivněn husitskými myšlenkami, které si do Polska našly cestu z Čech. Byl také seznámen s filozofickým systémem a kritikou římské církve formulovanou oxfordským učencem Johnem Wycliffem. Měl zejména kladný vztah k Wycliffově teorii konceptuálního realismu. V dopisech duchovním vyčítal, že mají statky a jsou spojeni se státní mocí. Možnost obrození viděl v demokratizaci církve. Jeho názory se nakonec znelíbily a v roce 1447 byl zbaven místa učitele a poslán do cisterciáckého kláštera v Mogiłe, aby konal pokání. Brzy však bylo ještě hůře: při násilné prohlídce jeho bytu byly nalezeny kopie Wycliffových děl a polských básní na jeho počest. Na základě toho byl v roce 1449 kardinálem Zbigniewem Oleśnickim obviněn z kacířství. Soud se nekonal, protože Gałka uprchl do Slezska, do Głogówku, ke dvoru husitům nakloněného Boleslava V. Heretika, knížete z Opolské větve slezských Piastovců. V Głogówku, mezi polovinou dubna a 23. červnem 1449, pak napsal své nejslavnější dílo Píseň o Viklefovi, která ač napsána v polštině byla známa též pod latinským názvem Cantilena vulgaris. Napsal též latinské pojednání o Viklefovi a jeho učení. Díky přímluvě Boleslava V. byla otázka Gałkovy hereze přesunuta k posouzení do vratislavské diecéze. Zde byl osvobozen a pak odjel do Česka.